# Tonalitate
Tonalitatea (fr. tonalite, ton, en. tonality, key, ger. Tonart) este organizarea notelor unei compoziții în raport cu un centru (tonica). Noțiunea de tonalitate, produs al unui diversificat proces prin care a trecut creația muzicală la sfârșitul secolului XVII, are la bază un principiu de creație pe care îl putem asemăna cu legea atracției gravitaționale.
Aceasta organizare este realizată prin progresii de acorduri și cadențe. Astfel, tonalitatea este stabilită prin acorduri.
In contrast, gama este stabilită prin relațiile dintre notele individuale.

O reprezentare concisă a relației între diferite tonalități (sau între diferite game) este cercul cvintelor perfecte. Gamele vecine pe circumferință sunt separate de o cvintă perfectă. Gamele majore și minore pe aceeași rază (de exemplu, D (Re) Major si b (Si) Minor) au aceleași alterații la armură. Schimbarea tonalitatii unei compoziții este numită modulație, de obicei intre tonalități apropiate în cercul cvintelor perfecte. O schimbare foarte scurta (de cateva masuri) este numita tonicizare.

## Istoric
Apărută în Europa occidentală în jurul anului 1650, tonalitatea reprezintă o dezvoltare a sistemului modal renascentist în direcția gândirii verticale (armonice). Limbajul tonal a fost utilizat în permanență și perfecționat de-a lungul Barocului (de la data amintită până în jur de 1750), Clasicismului vienez (aprox. 1750–1810) și Romantismului (secolul al XIX-lea).
După 1850, compozitori precum Richard Wagner și Franz Liszt aplică tonalitatea în apropierea cazurilor limită, prefigurând criza acestui sistem sonor de după 1900. În anul 1889, autorul francez Claude Debussy are ocazia să audă la Expoziția universală de la Paris un ansamblu gamelan javanez; plăcut impresionat, se apleacă asupra modurilor exotice și antice, dând naștere unui sistem sonor folosit ca alternativă la tonalitate, devenit marcă a impresionismului muzical. În aceeași perioadă, francezul Erik Satie distruge convenția formală a tonalității prin introducerea muzicii repetitive. În secolul al XX-lea, tonalitatea își pierde treptat susținătorii, pe fondul dezvoltării unor noi abordări modale, a apariției atonalismului și a sistemului serial (culminând cu dodecafonismul, început în anii 1920). De altfel, una din devizele modernismului din muzică (aprox. 1890–1960) este înlocuirea tonalității cu alte soluții generatoare de scări și funcții sonore.
În ciuda acestor evoluții, tonalitatea a fost sprijinită în secolul XX de autori precum Richard Strauss sau Jean Sibelius; Arnold Schönberg, creatorul dodecafonismului, a revenit la tonalitate în ultima sa etapă de creație. După 1960, adoptarea gândirii de tip postmodern de către unii autori culți și succesul enorm al muzicii de divertisment au asigurat perpetuarea sonorităților tonale până în zilele noastre. Din aria de divertisment, mai multe genuri sunt tributare tonalității: muzica ușoară, muzica de jazz de până în anii 1950, genurile pop, rock (parțial) ș.a.

## Relația dintre gamă și tonalitate
Acesta este un subiect controversat. Deoarece gama este bazată pe note, iar tonalitatea pe acorduri, controversa poate fi privită ca dand raspunsuri diferite la intrebarea daca notele sau acordurile reprezintă conceptul fundamental in armonia tonală. Există două puncte de vedere:
- Tonalitatea este derivată din gamă (teoria progresiilor fundamentale)

François-Joseph Fétis (1784–1871) defineste tonalitatea astfel (1844): “Tonalitatea este formată din seria de relații necesare, simultane sau successive între notele unei game”
In această interpretare tonalitatea este stabilită prin notele unei game în conjuncție cu tehnica utilizată (de exemplu, variații de P5 în basul fundamental in baroc)
- Gama este derivată din tonalitate (analiza functională)

Hugo Riemann (1849-1919) defineste tonalitatea astfel (1909): “Tonalitatea este ințelesul special pe care acordurile îl capata prin relația acestora cu o sonoritate fundamentală, triada tonică”
In acest punct de vedere, tonalitatea nu este definită prin referire la notele unei game. Un exemplu simplu de astfel de relație este o progresie de acorduri de trei triade, a doua triadă cu o cvintă perfectă mai sus. In acest caz, aproape cert triada inițială este pe treapta I, progresia fiind notată I-V-I. Nota fundamentală a triadei I este tonica (vedeti figura).

Triada pe treapta I in gamele Do major și La minor. Notele celor doua game sunt aceleasi, tonalitatea este insă diferită.

O definitie alternativă de compromis în care tonalitatea este bazata pe game și funcții este urmatoarea (definitia nu explica ce este tonalitatea, dar abordează subiectul bazelor acesteia):
Tonalitatea reprezintă un sistem sonor bazat pe o scară heptatonică octaviantă, al cărui complex sistem funcțional se bazează pe tendința spre centrul sonor numit tonică.

## Tonalitate relativă

Spirala tonalitatilor relative

Două tonalități relative sunt două tonalități diferite ca mod (tonalitate majoră sau minoră) dar care au în comun aceeași scară diatonică și au aceeași armură.
De exemplu Do major are ca tonalitate relativă la minor, și viceversa.